# La Sedella de Ca l'Arte
La Sedella de Ca l'Arte, normalment esmentada sense l'hiperònim serra, és una serra allargassada del terme municipal d'Abella de la Conca, a la comarca del Pallars Jussà.
L'extrem occidental de la serra és damunt mateix del Botant de la Sedella, des d'on s'estén cap a llevant, pujant progressivament fins als 1.430,5 metres d'altitud. Després, queda tallada pel pas d'un barranc, i reprèn fins als 1.443,4 just al nord-oest del lloc on hi hagué la masia de Ca l'Arte, de la qual es conserven algunes restes. Després, comença a davallar, sempre cap a llevant, fins a tocar l'antic poble de Faidella. Pel nord de l'extrem occidental d'aquest serrat discorre el Canal del Ximo, i més al nord es troben les Roques de Font Freda.
A part de les restes de la masia de Ca l'Arte, també serva altres restes de construccions medievals, entre els quals destaca, al capdamunt de la serra, el Castell de Faidella.

## Etimologia
Joan Coromines explica aquest topònim a partir del diminutiu de “sada”, que prové del plural del neutre llatí satum (“sata”), participi del verb serere (“sembrar”). La segona part procedeix de la masia de Ca l'Arte, actualment desapareguda, que era en aquest lloc.